# 十字街道
十字街道是中华人民共和国江苏省宿迁市沭阳县下辖的一个街道办事处。
2013年7月16日，江苏省人民政府批复同意撤销沭城镇，以原沭城镇孙圩、蒲荡、施圩、南汤圩、前屯、学宜、赵解、周圩、蚕种场、王涧、东南、龙汪、十字、十字果园、西张圩、戴圩、陈陆17个居委会区域设立十字街道办事处，街道办事处驻十字居委会康居大道11号。

## 行政区划
十字街道下辖以下村级行政区划单位：
龙汪社区、十字社区、十字果园社区、戴圩社区、陈陆社区、王涧社区、西张圩社区、周圩社区、前屯社区、赵解社区、学宜社区、蒲荡社区、施圩社区、孙圩社区、南汤圩社区、东南社区和蚕种场社区。